# El Peral
El Peral è un comune spagnolo di 693 abitanti situato nella comunità autonoma di Castiglia-La Mancia.